# 交通事故簡易見分システム
交通事故簡易見分システム（こうつうじこかんいけんぶんシステム）とは、警察庁が鳴り物入りで導入した機器。交通捜査に従事する現場警察官の労力軽減と実況見分の正確性向上を目的とする。
光学技術を駆使してミリ単位で交通事故現場を再現出来るシステムで、ステレオカメラより簡易に現場を再現することが可能であるが、運用には現場道路の交通規制に負担がかかり現実的ではなかった。
警察白書においても、1996年 - 1999年（平成8年～平成11年）に記述があるが、2000年（平成12年）以後は記述が無い。
　